# Vonal menti hőátbocsátási tényező
A hőáramvonalak a hőhidak környékén sűrűsödnek, e helyeken – a rétegtervhez viszonyítva – az áramok értéke nagyobb. A hőhidaknál kialakuló hőáramok értékét egy fizikailag értelmetlen, de gyakorlatilag hasznos fogalom, a vonal menti hőátbocsátási tényező segítségével számítják ki.
A hőhidak általában vonalak mentén húzódnak (pillér, koszorú, csatlakozási élek, nyílások kerülete). A vonal menti (lineáris) hőátbocsátási tényező azt fejezi ki, hogy egységnyi hőmérsékletkülönbség mellett mekkora hőáram alakul ki. Mértékegysége a W/mK.